# Franz Adolf Namszanowski
Franz Adolf Namszanowski, także Namszewski (ur. 12 sierpnia 1820 w Gdańsku, zm. 22 marca 1900 we Fromborku) – niemiecki duchowny katolicki, wikariusz apostolski armii pruskiej, kanonik warmiński.

## Życiorys
Urodził się w rodzinie polskiego pochodzenia w Gdańsku (był synem fryzjera Franciszka i Anny Marii z domu Kumm) i tam pobierał nauki początkowe oraz gimnazjalne; był też uczniem jezuickiego gimnazjum w Chełmnie (matura 12 sierpnia 1842). Teologię studiował we Wrocławiu i Braniewie (od 1844). Święcenia kapłańskie otrzymał 1 czerwca 1846 we Fromborku. Jako osoba znająca dobrze język polski został skierowany do pracy w parafiach diecezji warmińskiej, w których dominowała ludność polska; był wikariuszem w Starym Targu, Bartągu i Biskupcu. Od 1851 uczył religii w gimnazjum olsztyneckim, pozostając katechetą także po objęciu funkcji proboszcza w pobliskich Gryźlinach (1852). Od 1854 był proboszczem w Ramsowie.
W 1861 przeszedł do pracy w Królewcu, gdzie pełnił funkcję dziekana sambijskiego; zajmował się również duszpasterstwem studenckim i wojskowym, w ramach tego ostatniego współpracując z ks. Eduardem Herrmannem, przyszłym biskupem pomocniczym warmińskim. 24 lutego 1866 mianowano Namszanowskiego generalnym duszpasterzem armii pruskiej, od czerwca 1868 w randze wikariusza apostolskiego z biskupią stolicą tytularną Agathopolis. Sakrę biskupią przyjął 11 października 1868 we Fromborku z rąk biskupa warmińskiego Filipa Krementza. Rezydował w Berlinie.
Początkowo należał do przeciwników dogmatu o nieomylności papieskiej, ale po jego przyjęciu przez Sobór watykański I zajął stanowisko ugodowe; występowaniem przeciwko starokatolikom naraził się władzom rządowym Prus, które zniosły duszpasterstwo wojskowe. W czerwcu 1873 Namszanowski przeniesiony został w stan spoczynku i osiadł w Oliwie. W 1896 otrzymał godność kanonika kapituły warmińskiej i przeniósł się do Fromborka, gdzie wspierał w pracy duszpasterskiej ordynariusza Andreasa Thiela. 25 października 1897 dokonał konsekracji kościoła w podolsztyńskich Dywitach.
W pamięci mieszkańców Warmii zapisał się jako człowiek życzliwy Polakom, wygłaszający kazania po polsku, często w swojej wymowie dalekie od polityki rządowej.